# Вінницький міський суд
Вінницький міський суд — місцевий суд загальної юрисдикції, розміщений у місті Вінниці — обласному центрі Вінницької області. Юрисдикція суду поширюється на місто Вінницю.

## Історія

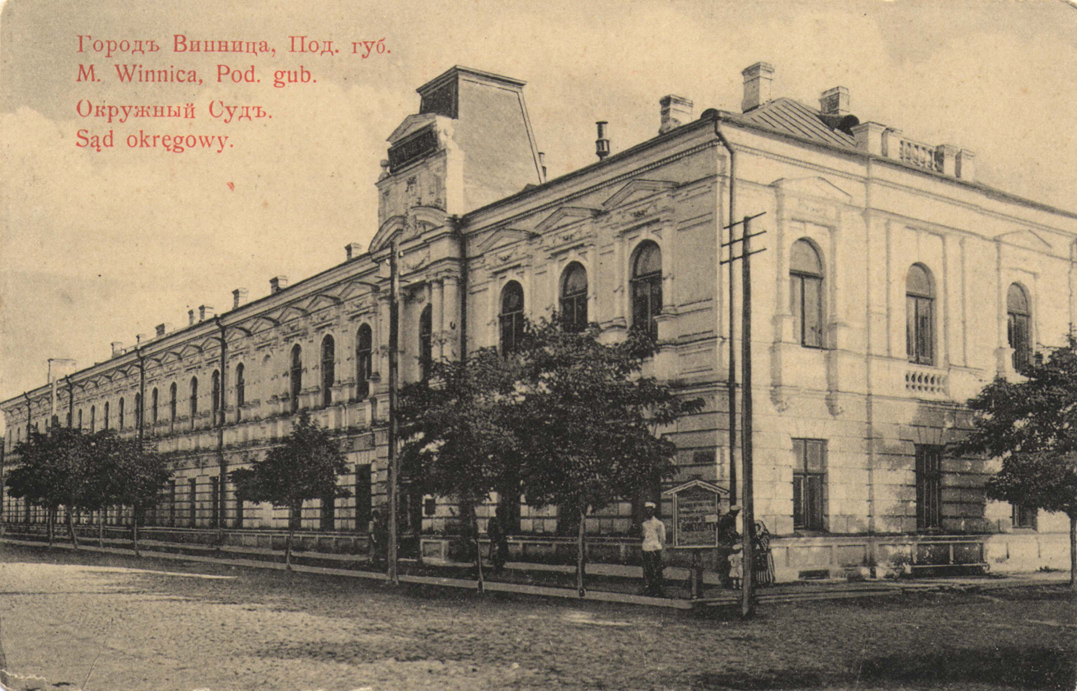
Будівля до революції

Вінницький суд був утворений у 1909 році. Він складався з цивільного та кримінального відділів. Його компетенція поширювалася на території Балтського, Брацлавського, Вінницького, Гайсинського, Летичівського, Літинського та Ольгопільського повітів. Вінницький суд був підпорядкований Одеській судовій палаті.
У січні-лютому 1918 року у стінах суду розмістився більшовицький виконком Вінницької ради робітничих та солдатських депутатів. У лютому-березні 1919 року споруду займало Міністерство юстиції Української Народної Республіки.
Впродовж 1920-1930-х років у приміщенні розташовувався окружний суд та прокуратура, колегія оборонців та окружний виконком. Після Другої світової війни (1940-ві роки) будівлю використовували як медичний заклад. У 1960-х роках надбудовано третій поверх.
Указом Президії Верховної Ради Української РСР від 20 березня 1972 року Вінниця була поділена на райони, серед яких були три основні — Ленінський, Замостянський та Староміський. Цього ж року були утворені три відповідні районні суди, які спочатку розміщувалися на вул. Коцюбинського, 2, в районі залізничного вокзалу.
У 1997 році районні суди були перенесені в будівлю на вул. Грушевського, 17, де і діяли до об'єднання районів.
Відповідно до Указу Президента України від 5 липня 2012 року Замостянський, Ленінський та Староміський районні суди було ліквідовано та утворено Вінницький міський суд, який розпочав свою роботу 15 жовтня 2012 року.
Указом Президента України від 29 грудня 2017 року Вінницький міський суд та Вінницький районний суд Вінницької області буде реорганізовано у Вінницький окружний суд.

### Керівництво
Голова суду — Гайду Ганна Володимирівна
 Заступник голови суду — Іщук Тетяна Павлівна
 Заступник голови суду — Курбатова Ірина Леонідівна
 Керівник апарату — Цибко Олександр Васильович.

## Показники діяльності
У 2014 році у Вінницькому міському суді:
- Розглянуто справ — 40306
- середня кількість розглянутих справ на одного суддю — 983,1
- відсоток скасованих судових рішень — 1,9 %[8].

Вінницький міський суд є одним із найзавантаженіших у країні. За цим показником він був третім після Печерського (Київ) та Приморського (Одеса). Щодня через нього проходило майже 180 справ (дані на березень 2017 року).